# Guanaco Muerto
Guanaco Muerto é uma comuna da província de Córdoba, na Argentina.